# الاتحاد الأوروبي للكرة الطائرة
الاتحاد الأوروبي للكرة الطائرة هي هيئة إدارة الرياضة تخص رياضات كرة الطائرة،كرة طائرة شاطئية وكرة الطائرة الثلجية في أوروبا.يقع المقر الرئيسي للاتحاد في مدينة لوكسمبورغ.